# Kamoli Chudschandi
Kamoli Chudschandi (persisch کمال خجندی Kamal Chodschandi, DMG Kamāl-i Ḫuǧandī) war ein bedeutender persischer Dichter des 14. Jahrhunderts.:259 Er kam in Chudschand zur Welt, studierte in Samarqand und Taschkent, verbrachte aber den Großteil seines Lebens in Täbris. Nach ihm wurden ein Platz und ein Theater in Chudschand benannt.:259